# Phụ nữ và môi trường
Đầu những năm 1960, một mối quan tâm đối với phụ nữ và mối liên hệ của họ với môi trường đã được khơi dậy, phần lớn là do một cuốn sách được viết bởi Esther Boserup có tựa đề Vai trò của người phụ nữ trong phát triển kinh tế .  Bắt đầu từ những năm 1980, các nhà hoạch định chính sách và chính phủ trở nên lưu tâm hơn về mối liên hệ giữa môi trường và vấn đề giới tính.  Những thay đổi bắt đầu được thực hiện liên quan đến quản lý tài nguyên và môi trường với vai trò cụ thể của phụ nữ. Theo Ngân hàng Thế giới năm 1991, "Phụ nữ đóng vai trò thiết yếu trong việc quản lý tài nguyên thiên nhiên, bao gồm đất, nước, rừng và năng lượng ... và thường có kiến thức lịch sử và thời cuộc sâu rộng về thế giới tự nhiên xung quanh họ".  Trong khi trước người phụ nữ thường bị bỏ bê, ngày nay có ngày càng nhiều sự chú ý đến tác động của phụ nữ đối với môi trường tự nhiên và ngược, những tác động của môi trường đối với sức khỏe và hạnh phúc của phụ nữ. Các mối quan hệ môi trường giới có sự phân nhánh rất đáng giá liên quan đến sự hiểu biết về tự nhiên giữa nam và nữ, quản lý và phân phối các nguồn lực và trách nhiệm và cuộc sống hàng ngày và hạnh phúc của mọi người. 

## Kết nối phụ nữ với môi trường

### Tranh luận về phụ nữ, môi trường và phát triển (WED)
Các bài thuyết trình khác nhau đã định hình cách tiếp cận phát triển bền vững và khi thời gian trôi qua, phụ nữ đã trở nên hòa nhập hơn trong việc định hình những ý tưởng này. Định nghĩa về phát triển bền vững đang chính nó cũng được tranh luận rất nhiều, nhưng được Highcourt định nghĩa là một cách để "thiết lập sự công bằng giữa các thế hệ" và tính đến "nhu cầu xã hội, kinh tế và môi trường để bảo tồn các nguồn tài nguyên không tái tạo" và giảm lượng chất thải do công nghiệp hóa.  Diễn ngôn đầu tiên xuất hiện liên quan đến phụ nữ là Women in Development (WID), ở khía cạnh ủng hộ việc cải thiện địa vị người phụ nữ ở các nước đang phát triển  sau đó chuyển thành Women, Environment, and Development (WED). Các phê bình dành cho WID bao gồm vị trí của nó trong một tư duy phương Tây lớn hơn, duy trì một diễn ngôn tự do và thuộc địa không phù hợp với việc hỗ trợ dân số phụ nữ toàn cầu. WID đặt phụ nữ làm chủ thể trung tâm trong các nền kinh tế hộ gia đình, nông thôn và thị trường và tìm đến tổ chức phân cấp phát triển phương Tây để khắc phục các vấn đề phát sinh vì điều này. 
Sự thay đổi tiếp theo trong diễn ngôn diễn ra vào đầu những năm 1970, nơi mọi người bắt đầu phê phán nguồn gốc của sự phát triển và bắt đầu xem xét các cách khác để tiếp tục tương tác với cộng đồng toàn cầu và các nước đang phát triển, với phụ nữ và môi trường là các tác nhân trung tâm. Điều này được định nghĩa bởi Women, Environment, Development (WED).  Theo Schultz và cộng sự, "Cuộc tranh luận về Women, Environment, Development (WED-debate) được đưa vào một quan điểm phê phán về các chính sách phát triển, trong đó một mặt liên kết giữa hiện đại hóa / công nghiệp hóa và công nghệ và suy thoái môi trường. ".  Diễn ngôn WED được tập trung xung quanh việc tổng hợp các ý thức hệ khác nhau, một trong số đó là chủ nghĩa kinh tế sinh thái.  Chủ nghĩa sinh thái có thể được coi là một hệ tư tưởng gốc của WED, trong khi phụ nữ được xem với mối liên hệ sinh học với thiên nhiên cho phép họ có mối liên hệ sâu sắc hơn và quản lý nó. Hệ tư tưởng này đã được chuyển thành lĩnh vực chính trị nơi nó mang một hình dạng mới khi phụ nữ có mối liên hệ được xây dựng xã hội với thiên nhiên thông qua các hệ thống toàn cầu của chúng ta. 
Các chương trình bắt đầu vào những năm 1990 dựa trên diễn ngôn của WED và được tiến hành bởi Viện đào tạo nghiên cứu quốc tế của Liên hợp quốc vì sự tiến bộ của phụ nữ (INSTRAW). Các chương trình này nhằm đáp ứng mối quan hệ giữa các vi phạm về giới và môi trường như xử lý chất thải, thử nghiệm hạt nhân sử dụng thuốc trừ sâu và các hoạt động môi trường bất lợi khác. 
Kết quả của nhiều chương trình này không tạo ra tác động mong muốn đối với phụ nữ.  Diễn ngôn của WED nhấn mạnh phụ nữ là người nắm giữ giải pháp cho các vấn đề môi trường nhưng các chính sách không hướng đến việc trao quyền cho phụ nữ, thay vào đó là các lĩnh vực mà phụ nữ tham gia, như nông nghiệp.  Leach lập luận rằng tác động tổng thể của việc chính trị hóa vai trò của phụ nữ và môi trường thông qua diễn ngôn WED chiếm đoạt lao động của phụ nữ mà không cung cấp nguồn lực hoặc năng lực phù hợp để thành công. 
1. ↑   (Luận văn). {{Chú thích luận văn}}: |title= trống hay bị thiếu (trợ giúp)
2. ↑  "The Global Development Research Center". Truy cập ngày 10 tháng 4 năm 2012.
3. ↑  "Gender and the Environment".
4. ↑  Environment and Planning D: Society and Space 2011, volume 29, pages 237-253
5. 1 2  Harcourt, Wendy (1994). Feminist Perspectives on Sustainable Development. International Society for Development.
6. ↑  Beneria, Lourdes (2016). Gender, Development and Globalization: Economics as if all people mattered. New York: Routledge. tr. 1–6. ISBN 978-0415537490.
7. 1 2  Braidotti, Rosi (1994). Women, the Environment, and Sustainable Development. Zed Books in association with INSTRAW.
8. ↑  Schultz, Irmgard; và đồng nghiệp (2001). "Research on Gender, the Environment and Sustainable Development". Institut für Sozial-ökologische.
9. 1 2 3 4  Leach, Melissa (ngày 31 tháng 1 năm 2007). ". Earth Mother Myths and Other Ecofeminist Fables: How a Strategic Notion Rose and Fell". Development and Change. Quyển 38 số 1. tr. 67–85. doi:10.1111/j.1467-7660.2007.00403.x.
10. ↑  "Missing Women in Agriculture Reforms". Economic and Political Weekly. ngày 23 tháng 2 năm 2002.